# Juravne
Juravne (în ucraineană Журавне) este o așezare de tip urban din raionul Jîdaciv, regiunea Liov, Ucraina. În afara localității principale, mai cuprinde și satul Novoșînî.

## Demografie
Componența lingvistică a așezării de tip urban Juravne
     Ucraineană (99,15%)
     Alte limbi (0,74%)
Conform recensământului din 2001, majoritatea populației așezării de tip urban Juravne era vorbitoare de ucraineană (99,15%), existând în minoritate și vorbitori de alte limbi.